# كونور ماك كورماك
كونور ماك كورماك (بالإنجليزية: Conor McCormack)‏ (18 مايو 1990 بنيوري في المملكة المتحدة - ) هو لاعب كرة قدم أيرلندي في مركز الوسط. شارك مع منتخب جمهورية أيرلندا تحت 17 سنة لكرة القدم ومنتخب جمهورية أيرلندا تحت 20 سنة لكرة القدم. أما مع النوادي، فقد لعب مع باتريك أتلتيك وديري سيتي ونادي شامروك روفرز.

## وصلات خارجية
- كونور ماك كورماك على موقع الاتحاد الأوربي (الإنجليزية)
- كونور ماك كورماك على موقع قاعدة بيانات كرة القدم.إي يو (الإنجليزية)
- كونور ماك كورماك على موقع Soccerway.com (الإنجليزية)
- كونور ماك كورماك على موقع عالم كرة القدم.نت (الإنجليزية)